# Mother Nature’s Son
«Mother Nature’s Son» (с англ. — «Сын матери-природы») — песня The Beatles из «Белого альбома».

## История создания
Песню написал Пол Маккартни под влиянием лекции Махариши Махеша Йоги о детях природы, которую The Beatles услышали в Индии. Эта лекция вдохновила и Леннона — на песню «Child of Nature», позже переделанную в «Jealous Guy».

## Запись
Маккартни записал песню (вокал и партию акустической гитары) 9 августа 1968 года. Было создано двадцать пять версий, из которых двадцать четвёртая была признана самой удачной (а вторая позже вошла в Anthology 3). На следующий день в запись были добавлены партии тимпана, ударной установки и ещё одной гитары. Ударная установка в песне звучала, как бонго.

## Участники записи
В записи песни участвовали:
- Пол Маккартни — вокал, акустическая гитара, тимпан, ударная установка
- Джордж Мартин — аранжировка

## Кавер-версии
- Версия Рэмси Льюиса[англ.] (1968)
- Версия Гарри Нилссона (1969)
- Версия Джона Денвера
- Версия Gryphon (1974)
- Версия Шерил Кроу для фильма «Я — Сэм»
- Версия Брэда Мелдо[англ.] (2002)
- Версия Danger Mouse (2004)
- Версия Glay (2007)
- Версия Джека Уайта, исполненная в Белом доме 2 июня 2010 года, когда Маккартни вручали Гершвиновскую премию